# Somewhere on the Other Side of Nowhere
Somewhere on the Other Side of Nowhere è il sesto album in studio del gruppo musicale alternative metal statunitense Powerman 5000, pubblicato nel 2009.

## Tracce
1. Intelligent Creatures – 0:34
2. Show Me What You've Got – 2:56
3. Super Villain – 3:45
4. V Is for Vampire – 3:20
5. Do Your Thing – 3:26
6. Somewhere on the Other Side of Nowhere – 3:16
7. Time Bomb, Baby – 3:27
8. Get Your Bones – 3:44
9. Make Us Insane – 3:42
10. Technology Eats Its Young – 1:13
11. Horror Show + Help Us – 4:20

## Formazione
- Spider One - voce
- Evan Rodaniche - chitarra
- Velkro - chitarra
- Gustavo Aued - basso
- Gordon "G Flash" Heckaman - batteria